# Балканско наследство (фондация)
Фондация „Балканско наследство“ (Balkan Heritage Foundation) е нестопанска, неправителствена организация в България.
Създадена е през 2008 година от екип между институциите като програма за изпълнение на теренни археологически училища, каквито вече се провеждат от 2003 година. Нейният централен офис се намира в Стара Загора, България. Фондацията има представителство в София и 4 филиала, намиращи се във Варна, с. Мезек, Драгоман и с. Емона.
Мисията на Фондация „Балканско наследство“ е в подкрепа на защитата, съхраняването, управлението и популяризирането на културното и историческо (материално и нематериално) наследство на югоизточна Европа като необходима предпоставка за устойчивото развитие на региона.
Фондацията работи както на местно, така и на международно равнище с университети, музеи, научноизследователски институти, медии, компании и неправителствени организации. Тя се занимава с набиране и използване на средства за проекти на научноизследователски институти и научни колективи, музеи, общини и местни общности.

## Дейности
От самото си създаване фондацията организира и финансово подсигурява следните програми, проекти и дейности.

### Теренно училище
Теренното училище на фондация „Балканско Наследство“ (BHFS) е основано през 2003 г. и е напълно инкорпорирано във фондацията през 2008 г. То е сред основните проекти на фондацията и действа като археологическа полева школа, която предоставя редица курсове по археология, антропология и история на Югоизточна Европа, преподавани на английски език. Курсове се провеждат в България и Република Македония. УВ програмата им се изследват неолитното селище в Илинденци, селищната могила Юнаците, тържището Пистирос, Стоби, Аполония Понтика и ранносредновековния некропол в Топола. Освен запазване, документиране и изучаване на Балканското културно наследство, участниците пътуват до атрактивни исторически забележителности и градове в България, Македония, Гърция, Сърбия и Турция. Концепцията на всеки курс съчетава в себе си 3 основни обучителни модула с кредитни часове по заявка: теоретичен (лекции, презентации и полеви обучения) и практически (изкопна теренна работа или лабораторни занимания по консервация на исторически обекти и паметници), екскурзии с посещения зад кулисите. От 2003 г. BHFS е организирал 52 курса в областта на археологията, документирането на средновековни стенописи и опазването на древногръцка и римска керамика, с участието на повече от 900 курсисти от 48 страни.

### Археологически дейности
- Разкопки на селищната могила Юнаците, България (2013 г.)
- Разкопки на древногръцкия емпорион Пистирос, България (2013 г.)
- Проект за разкопки на Аполония Понтика, България (от 2011 г.) – исторически периоди Древност, Античност (ранна и късна), на остров Св. Кирик в Созопол
- Разкопки в неолитното селище Илинденци, България (от 2011 г.)
- Проект за разкопки на Стоби, Р. Македония (от 2010 г.)
- Проект за разкопки на Хераклея Линцестис, Р. Македония (2008 – 2012 г.)
- Проект за разкопки на Джанавара, България (2009 – 2011 г.) – монументална византийската църква и манастир на едноименния хълм във Варна
- Проект за спасителни разкопки „Боруй“ (Стара Загора) – на Августа Траяна в Берое (2008 – 2009 г.)

### Друти дейности
- Фотоекспедиция до балканските средновековни църкви, България (2008)
- Семинар за документиране, консервация и реставрация на древногръцка керамика в Емона, България (2009)
- Семинар за документация, консервация и реставрация на древноримска керамика, стъкло, стенописи и мозайки в Стоби, Р. Македония (2010)

### Трудови лагери
През периода 2008 – 2009 г. се провеждат 4 доброволни трудови лагера, поддържащи опазването на културното наследство на Битоля (Македония), Стара Загора, Самоков и Мезек. Те са проведени в сътрудничество с регионалния музей в Стара Загора, общините на Драгоман и Свиленград и младежкия културен център в Битоля.